# Babimost (gemeente)
De gemeente Babimost is een stad- en landgemeente in het Poolse woiwodschap Lubusz, in powiat Zielonogórski.
De zetel van de gemeente is in Babimost.
Op 30 juni 2004 telde de gemeente 6506 inwoners.

## Plaatsen in de gemeente
- Babimost
- Nowe Kramsko

## Oppervlakte gegevens
In 2002 bedroeg de totale oppervlakte van gemeente Babimost 92,75 km², waarvan:
- agrarisch gebied: 49%
- bossen: 35%

De gemeente beslaat 5,91% van de totale oppervlakte van de powiat.

## Demografie
Stand op 30 juni 2004:
| Omschrijving                   | Totaal | Totaal | Vrouwen | Vrouwen | Mannen | Mannen |
| ------------------------------ | ------ | ------ | ------- | ------- | ------ | ------ |
| eenheid                        | aantal | %      | aantal  | %       | aantal | %      |
| inwoners                       | 6383   | 100    | 3275    | 50,3    | 3231   | 49,7   |
| bevolkingsdichtheid (inw./km²) | 70,1   | 70,1   | 35,3    | 35,3    | 34,8   | 34,8   |

In 2002 bedroeg het gemiddelde inkomen per inwoner 1331,86 zł.

## Aangrenzende gemeenten
Kargowa, Siedlec, Sulechów, Szczaniec, Zbąszynek, Zbąszyń